# Diaminopimelinska kiselina
Diaminopimelinska kiselina (DAP) je aminokiselina. Ona je derivat epsilon-karboksi lizina.
DAP je karakteristična za pojedine bakterijske ćelijske zidove. U njenom prisustvu, te bakterije normalno rastu, dok u okolnositma DAP deficijencije, one rastu ali ne mogu da formiraju novi proteoglikan ćelijskog zida.
Diaminopimelinska kiselina je isto tako tačka vezivanja Braunovog lipoproteina.